# Cropus
Cropus ist eine französische Gemeinde mit 251 Einwohnern (Stand 1. Januar 2022) im Département Seine-Maritime in der Region Normandie (vor 2016 Haute-Normandie). Sie gehört zum Arrondissement Dieppe und zum Kanton Neufchâtel-en-Bray (bis 2015 Kanton Bellencombre). Die Einwohner werden Cropusiens genannt.

## Geographie
Cropus liegt an der Kreuzung der Départementsstraßen D100 und D76 rund 32 Kilometer südlich von Dieppe im Pays de Caux. Umgeben wird Cropus von den Nachbargemeinden Auffay im Südwesten, Le Catelier im Norden, Cressy im Südosten, Heugleville-sur-Scie im Westen, Notre-Dame-du-Parc im Nordwesten sowie Saint-Hellier im Osten.

## Bevölkerungsentwicklung
| Jahr      | 1962 | 1968 | 1975 | 1982 | 1990 | 1999 | 2007 | 2015 |
| Einwohner | 228  | 247  | 201  | 176  | 220  | 214  | 226  | 249  |

## Sehenswürdigkeiten
- Kirche Saint-Jean-Baptiste aus dem 18. Jahrhundert
- Herrenhaus Bras Coupé
- altes Steinkreuz